# طرزان مانيسا (فلم)
هو فيلم من أخراج أورهان أوغوز من عام 1994.

## الحبكة
بعد حرب الأستقلال، يظهر رجل يحمل ميدالية الأستقلال إلى مدينة مانيسا المحترقة، ويحاول إعادة تنشيط الطبيعة الميتة في المدينة.